# Ingakraftverket
Ingadammarna är ett antal vattenkraftverk vid Ingafallen, världens största vattenfall, vid Kongofloden, i Kongo-Kinshasa. De nuvarande kraftverken, Inga I och Inga II, har vardera en kapacitet på 351 MW respektive 1 424 MW. Samtidigt förbereds ytterligare två kraftverk, Inga III och Grand Inga, med en planerad kapacitet på 4 500 MW respektive 39 000 MW.
De första Ingakraftverken, Inga-I och Inga-II byggdes 1972 respektive 1982. Båda blev mycket skadade under inbördeskriget, men det planeras att upprusta dem. De två större kraftverken Inga-III och Grand Inga är båda samtidigt under planering och utveckling.
Ingakraftverken ligger i provinsen Kongo-Central i den västra delen av landet, 240 km sydväst om huvudstaden Kinshasa. 

## Kraftverk

### Inga I

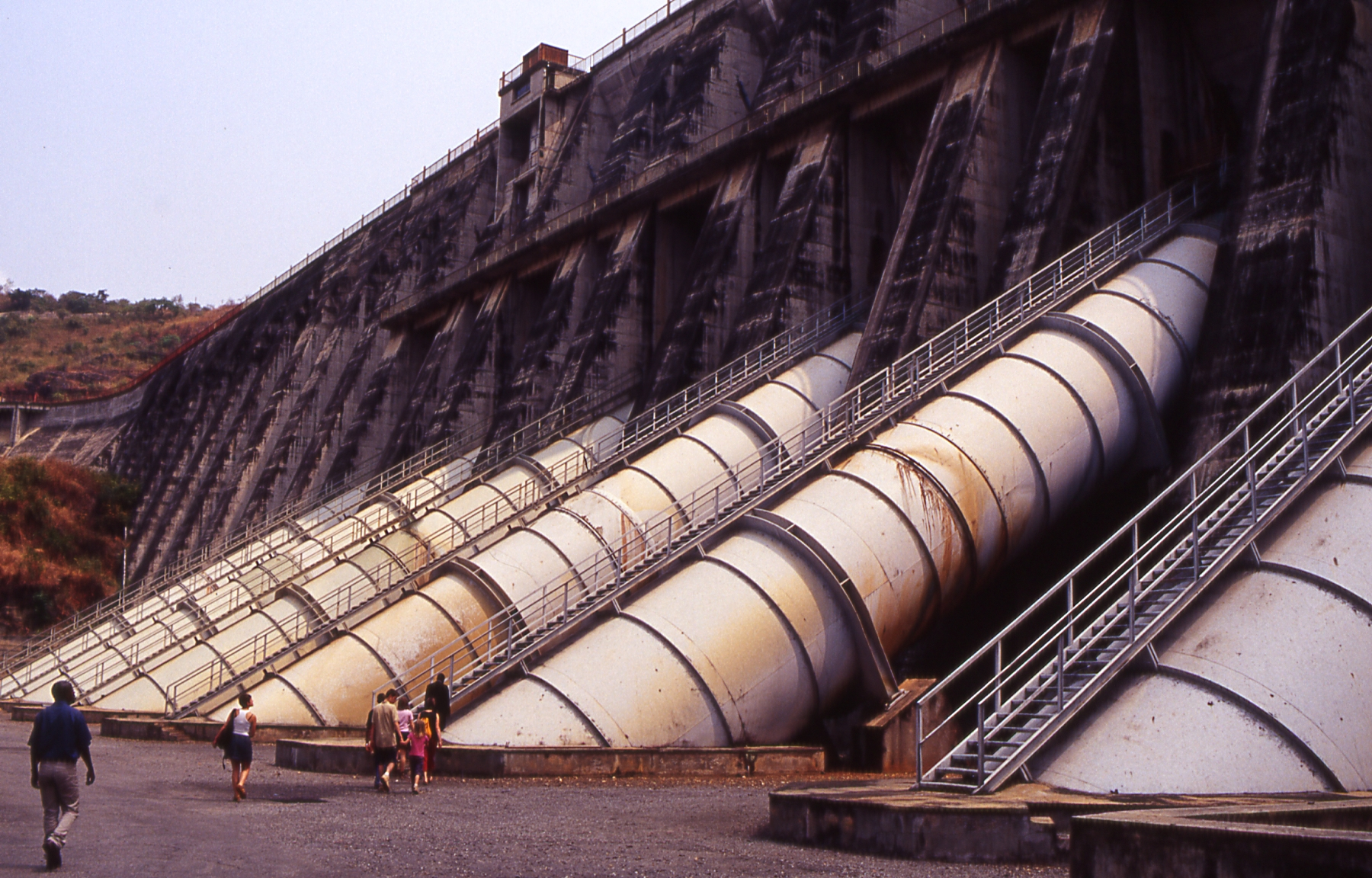
Inga I-kraftverket.

Inga-I är den minsta av de fyra kraftverken, med sex turbiner à 59 MW har den en kapacitet på 351 MW. Det planeras att satsa US$550 miljoner för att upprusta den tillsammans med Inga-II, då båda för närvarande bara går på 30 % av sin kapacitet.

### Inga II
Inga-II är den näst minsta av Ingadammarna, med en kapacitet på 1 424 MW genom åtta turbiner à 178 MW. Precis som Inga-I kommer att repareras för 550 miljoner dollar.

### Inga III
Det planeras att bygga ett tredje kraftverk, med åtta parallella 6,7 km långa tunnlar med vardera två turbiner à 270 MW. Inga III får en total effekt på 4 500 MW. Inga-III är en central del av Westcorpartnerskapet, som är en sammankoppling av elektriska nät mellan Kongo-Kinshasa, Namibia, Angola, Botswana och Sydafrika. Världsbanken, Afrikanska utvecklingsbanken, Europeiska investeringsbanken, och de sydafrikanska kraftbolagen har alla uttryckt intresse av att fullfölja projektet.

### Grand Inga
Grand Inga är fortfarande bara ett förslag. Om det byggs blir det störst av Ingakraftverken. Det skulle få 52 turbiner med vardera effekt på 750 MW, vilket skulle ge 39 000 MW. Grand Inga skulle bli nästan dubbelt så stor som De tre ravinernas damm, men även rankas som den största kraftgeneratorn någonsin.
| Nuvarande Inga I, II och planerade Inga III |  | Planerade Grand Inga och Inga III |
| Nuvarande Inga I, II och planerade Inga III |  | Planerade Grand Inga och Inga III |